# 부여 홍량리 오층석탑
부여홍량리오층석탑(扶餘鴻良里五層石塔)은 대한민국 충청남도 부여군 홍산면 홍량리에 있는 오층석탑이다. 1974년 9월 1일 충청남도의 유형문화재 제29호로 지정되었다.

## 개요
안량사(安良寺)라는 절이 있었다고 전해지는 곳에 남아 있는 5층 석탑이다. 현재는 절이 있었던 흔적은 찾을 수 없고 다만 탑 주변으로 기와·자기조각, 토기 등이 흩어져 있을 뿐이다.
탑의 실제기단의 하부는 확인되지 않지만 지대석이 마련되어 있고 상하단의 기단석이 마련되었다. 하단은 여러매의 돌로 이루어졌던 것으로 추정되나 현재 일부 유실이 된 상태이고 상단은 두장의 넓은 돌로 되어 있다. 그러나 중심축 침하로 인해 상단의 기단은 그나마 기울어진 형상이다. 그 위로 5층의 탑신(塔身)을 올렸다. 탑신부의 1층 몸돌에는 아무런 장식이 없고 2층 몸돌부터는 모서리에 기둥모양을 조각하였다. 지붕돌은 밑면에 새겨진 3단의 받침이 또렷하고, 경사면이 완만하며 네 귀퉁이는 살짝 들려 있다. 꼭대기에 남아 있는 보주(寶珠:연꽃봉오리모양의 장식)는 나중에 보수하여 얹은 것이다.
기단부가 약간 허술하긴 하나 단아한 느낌이 드는 고려시대 탑으로, 탑신의 1층 몸돌에 비해 2층 이상이 갑자기 낮아진 것이나 지붕돌에서 보여주는 비례 등에서 백제 석탑의 전통이 느껴진다.

## 참고 자료
- 부여홍량리오층석탑 - 국가유산청 국가유산포털